# El Pobo
El Pobo – gmina w Hiszpanii, w prowincji Teruel, w Aragonii, o powierzchni 63,6 km². W 2011 roku gmina liczyła 142 mieszkańców.